# Fondul construit de pe str. Petru Rareș (Chișinău)
Fondul construit de pe str. Petru Rareș este un complex de clădiri amplasat pe str. Petru Rareș – 32, 33, 34, 35, 36, 37, 49, 53, 55 în Chișinău, Republica Moldova. Este un monument arhitectural și de artă de importanță națională inclus în Registrul monumentelor Republicii Moldova ocrotite de stat cu nr. 283.11 (municipiul Chișinău).

## Imagini

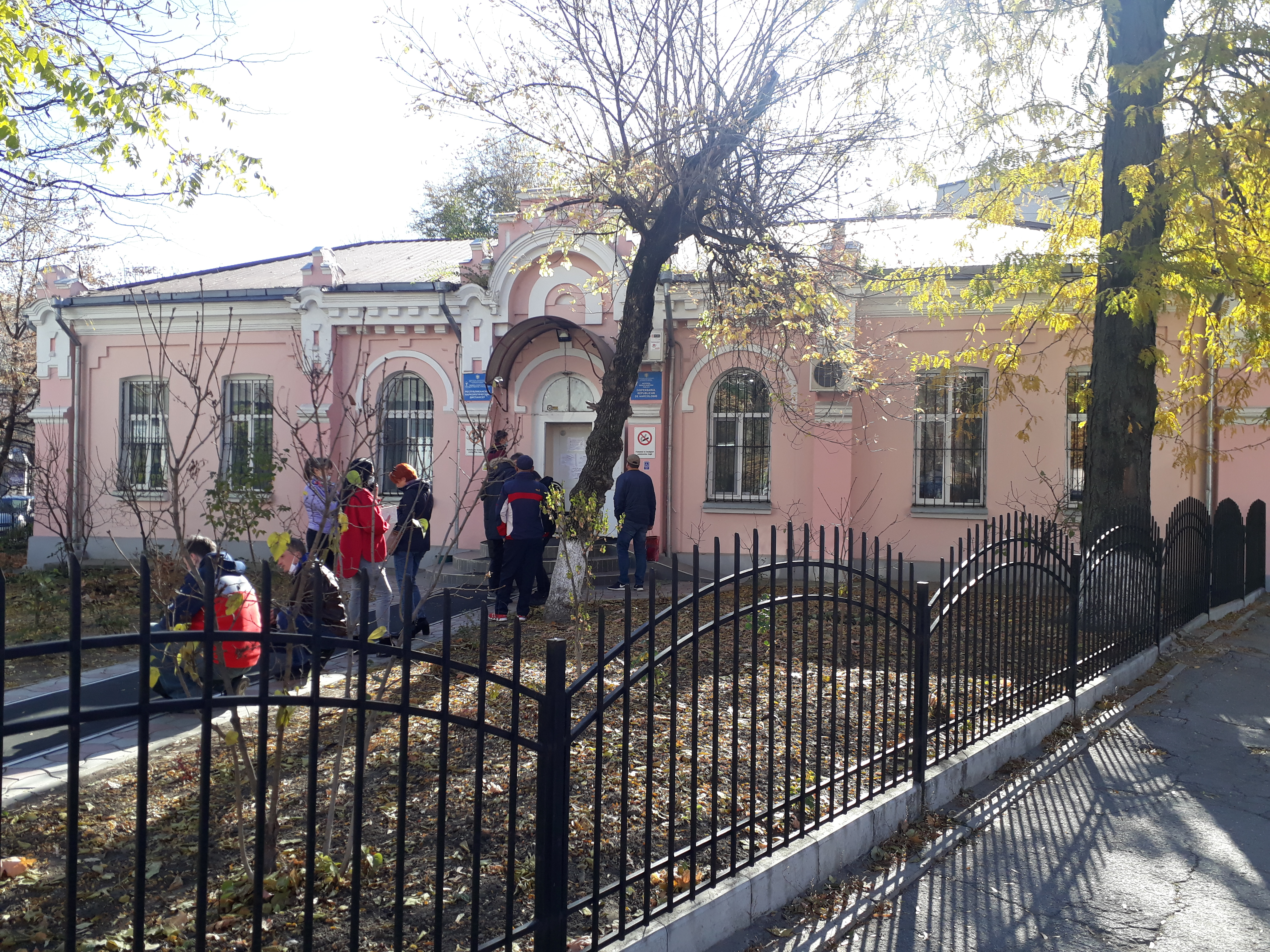
nr. 32
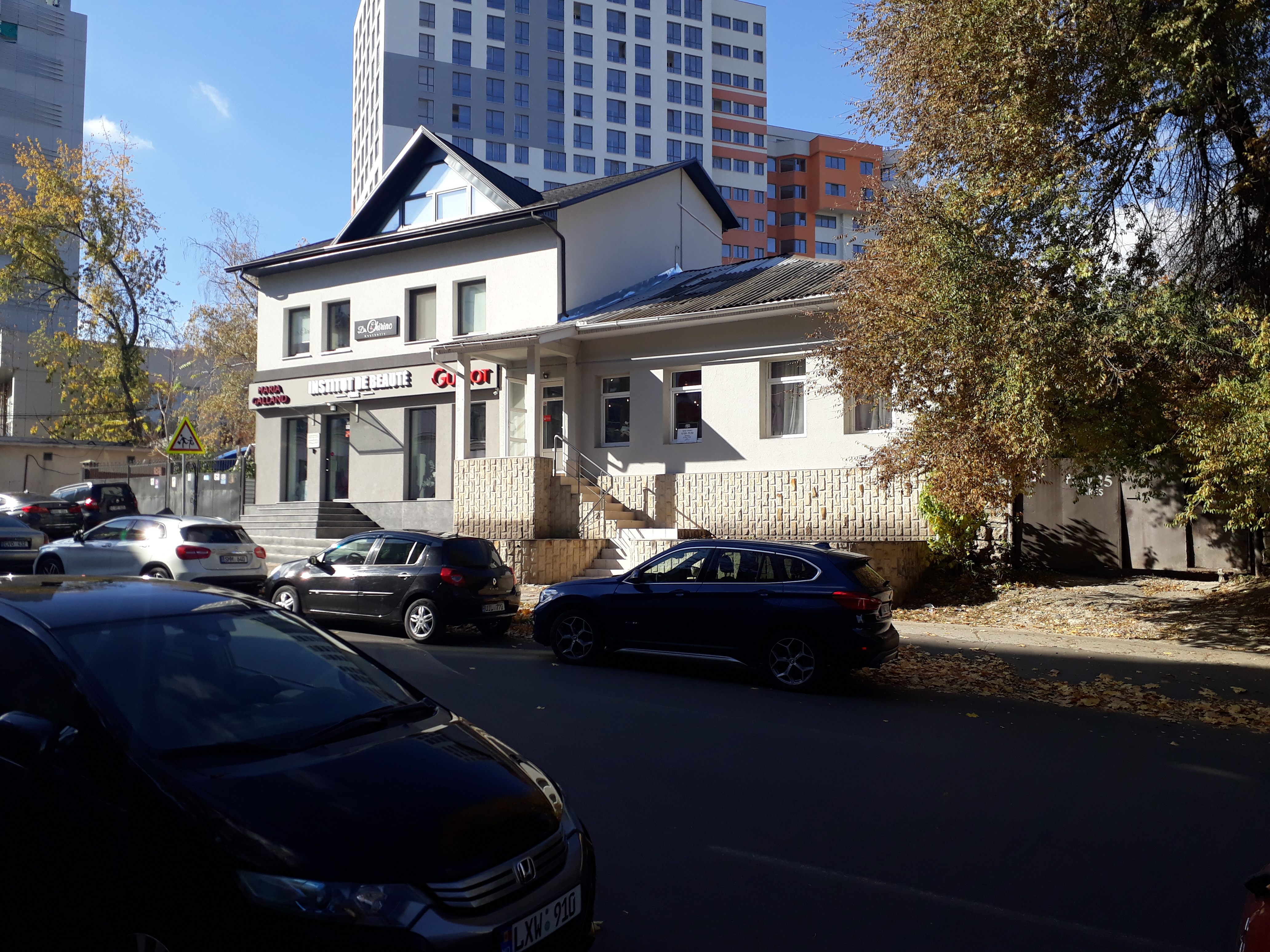
nr. 33
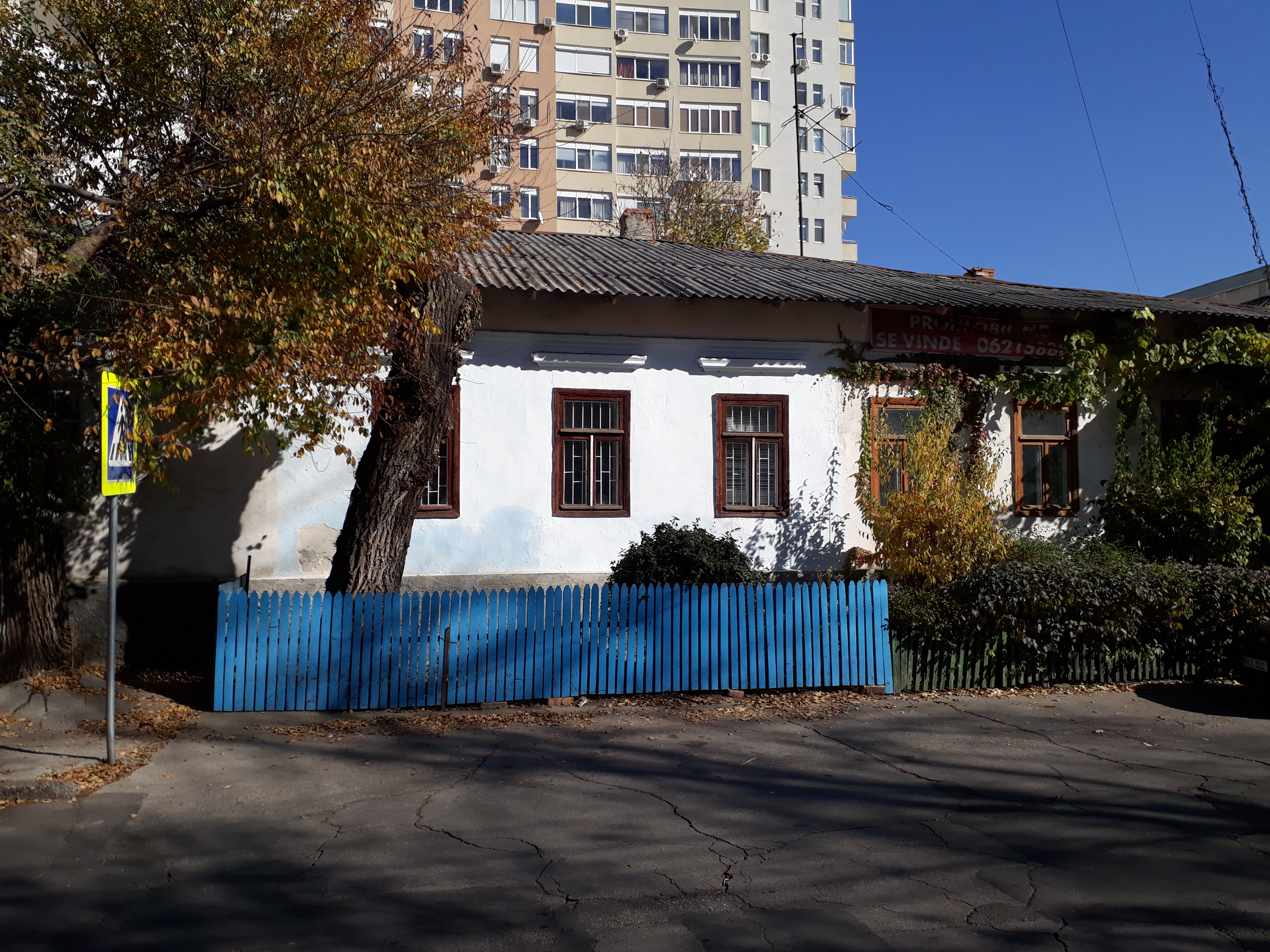
nr. 34
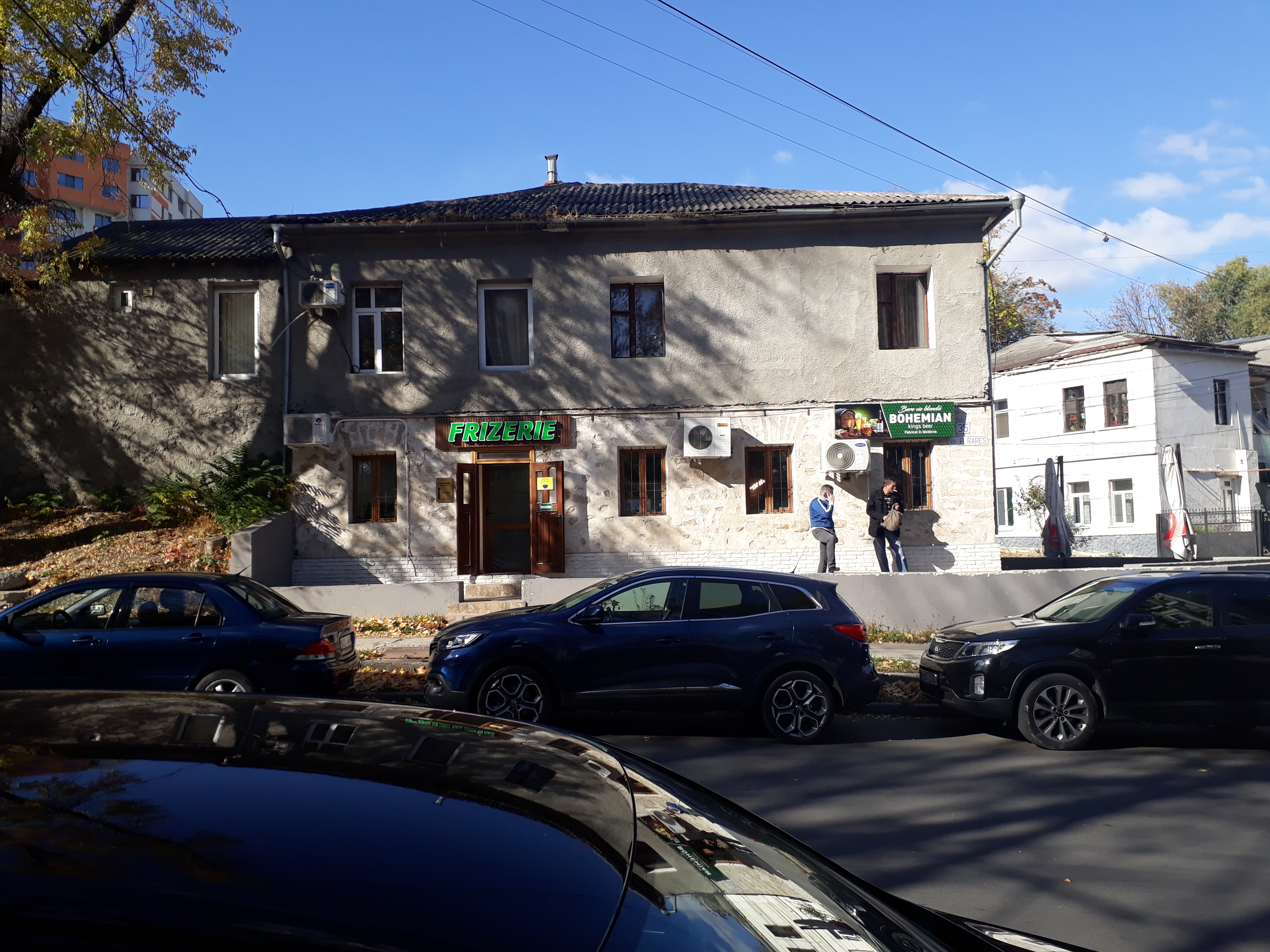
nr. 35
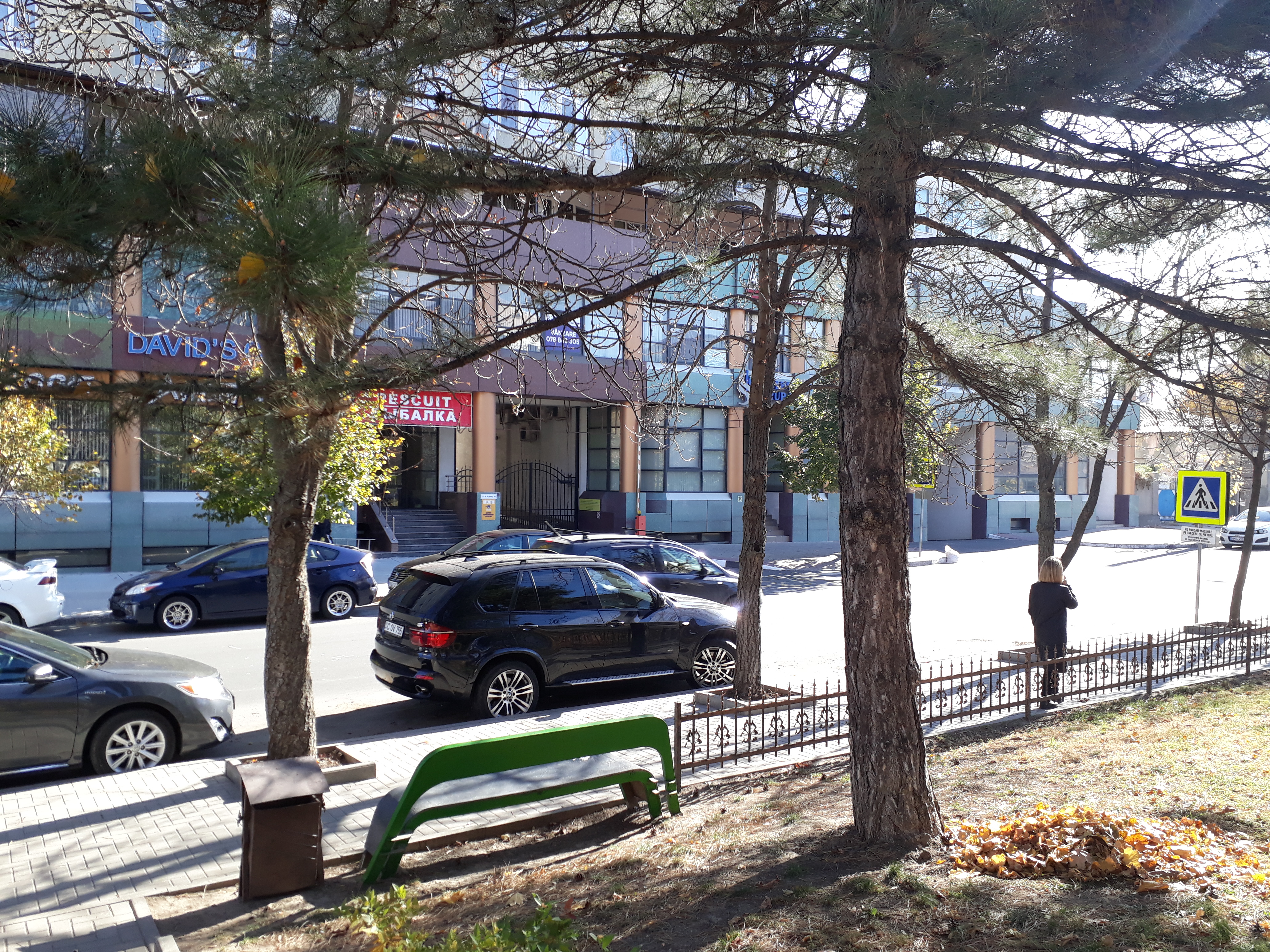
nr. 36 (demolatl[4] în imagine o clădire nouă)
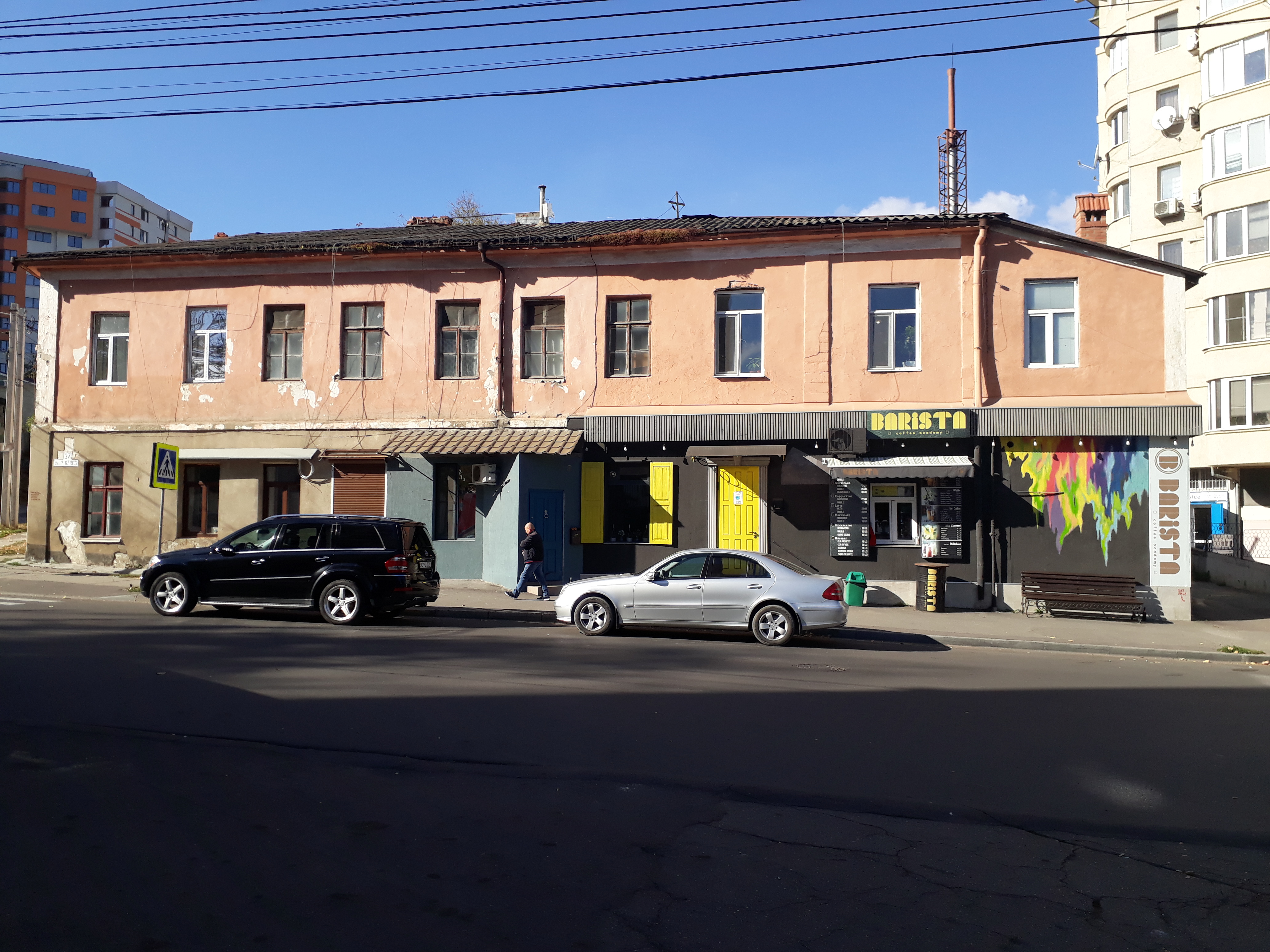
nr. 37
nr. 49[6] (?)
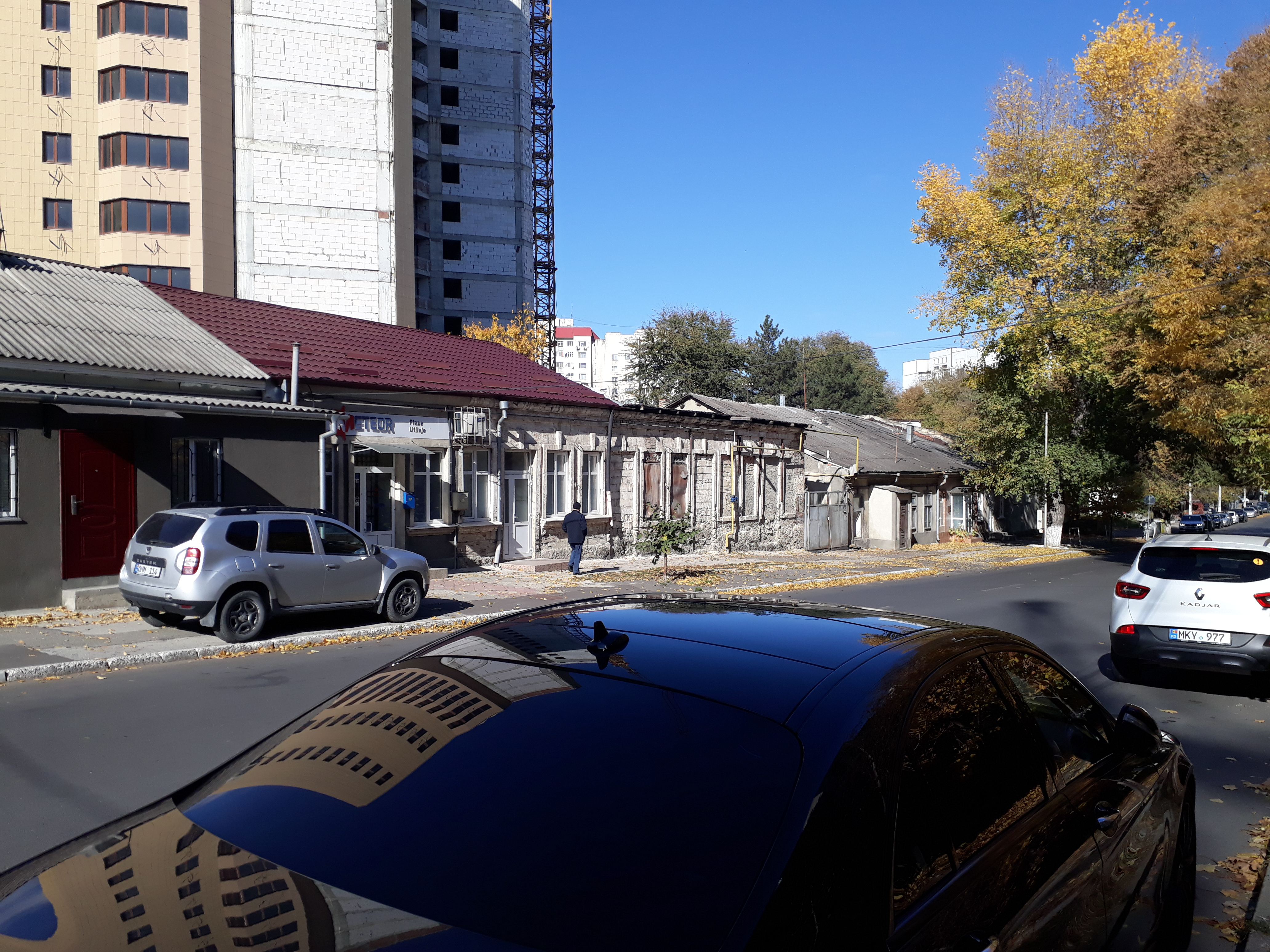
nr. 53 (stânga)
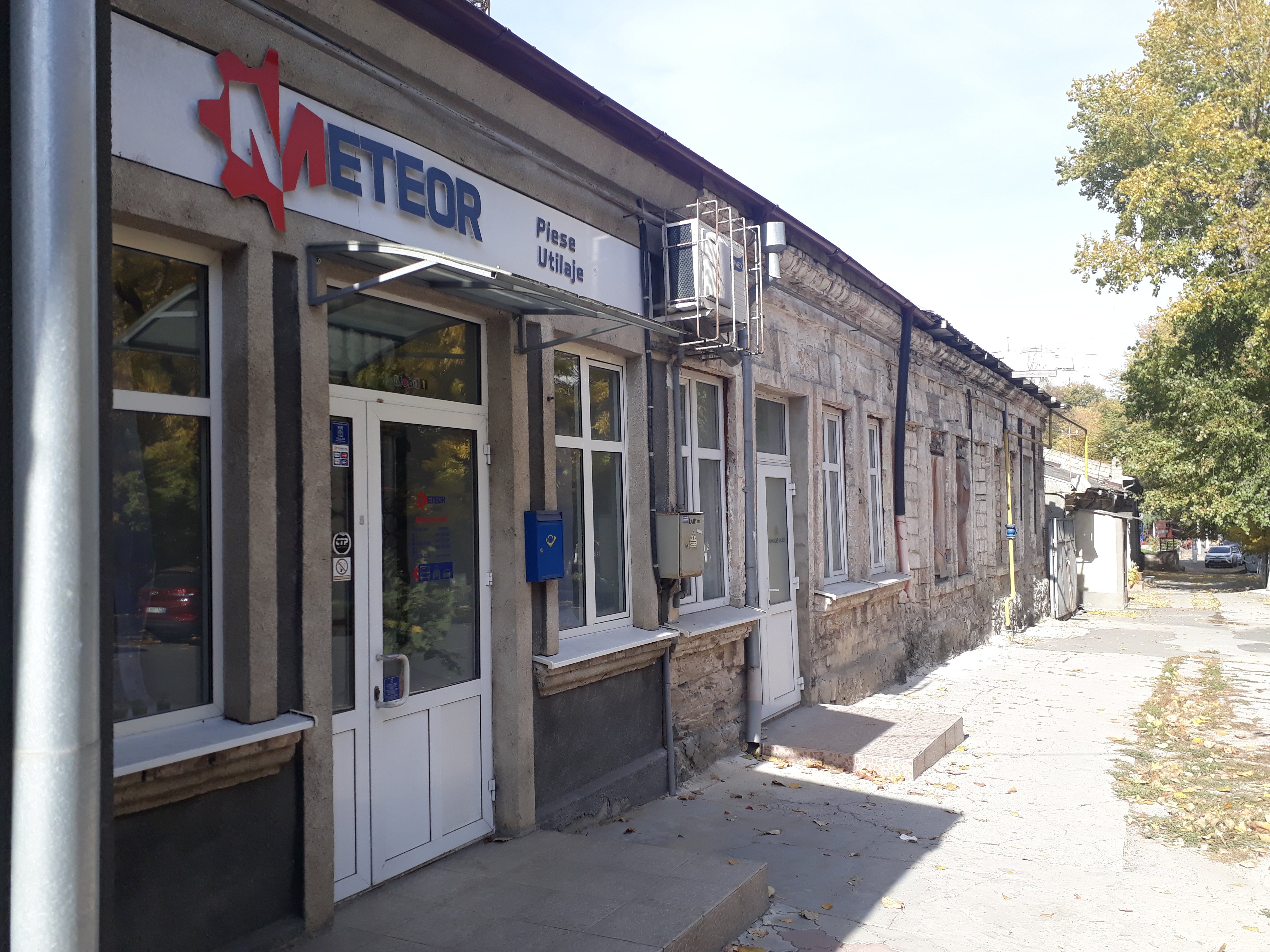
nr. 55